# Amber Verbraeken
Amber Verbraeken (De Lier, 5 juli 2002) is een Nederlandse handbalster die uitkomt voor het Duitse HSG Blomberg-Lippe.

## Biografie
Verbraeken kwam in haar jeugdjaren uit voor HV Quintus. Ook zat ze op de HandbalAcademie. Op achttienjarige leeftijd wordt ze overgeheveld naar de eerste selectie van de Kwintheulse handbalploeg. In 2022 maakte ze de overstap naar het Duitse Sport-Union Neckarsulm. Ze tekende een contract voor twee seizoenen. Na twee jaar verliet ze de club dan ook voor een overstap naar competitiegenoot HSG Blomberg-Lippe waar ze sinds de zomer van 2024 actief voor is.
Met Nederland -17 nam Verbraeken deel aan het EK -17 in 2019. Hier eindigde ze op de vijftiende plaats. Met de Nederlandse -20 handbalploeg won ze in 2022 de bronzen medaille op het WK -20.

## Onderscheidingen

### Internationaal
- - WK -20 (2022)